# Mūchesh
Mūchesh (persiska: موچش, موجَش) är en ort i Iran.   Den ligger i provinsen Kurdistan, i den nordvästra delen av landet, 400 km väster om huvudstaden Teheran. Mūchesh ligger 1 637 meter över havet och antalet invånare är 2 950.
Terrängen runt Mūchesh är huvudsakligen kuperad. Mūchesh ligger nere i en dal.Runt Mūchesh är det ganska tätbefolkat, med 65 invånare per kvadratkilometer. Närmaste större samhälle är Bolbolānābād, 18,1 km nordost om Mūchesh. Trakten runt Mūchesh består i huvudsak av gräsmarker.